# Самоа на Светском првенству у атлетици на отвореном 2019.
Самоа је учествовала на 17. Светском првенству у атлетици на отвореном 2019. одржаном у Дохи од 27. септембра до 6. октобра седамнаести пут, односно учествовала је на свим првенствима до данас. Репрезентацију Самое представљала су 2 такмичара који се такмичили у 2 дисциплине.,.
На овом првенству такмичари Самое нису освојили ниједну медаљу нити су остварили неки резултат.

## Учесници
Мушкарци:
- Џереми Додсон — 200 м
- Алекс Роуз — Бацање диска

## Резултати

### Мушкарци
| Атлетичар     | Дисциплина   | Лични рекорд | Квалификације | Квалификације | Полуфинале           | Полуфинале           | Финале               | Финале       | Детаљи |
| Атлетичар     | Дисциплина   | Лични рекорд | Резултат      | Место         | Резултат             | Место                | Резултат             | Место        | Детаљи |
| ------------- | ------------ | ------------ | ------------- | ------------- | -------------------- | -------------------- | -------------------- | ------------ | ------ |
| Џереми Додсон | 200 м        | 20,27 НР     | 20,60         | 4. у гр. 4    | Није се квалификовао | Није се квалификовао | Није се квалификовао | 29 / 50 (53) |        |
| Алекс Роуз    | Бацање диска | 66,31 НР     | 61,80         | 10. у гр. Б   |                      |                      | Није се квалификовао | 21 / 30 (32) |        |